# ドナルドの南極探検
『ドナルドの南極探検』（ドナルドのなんきょくたんけん、原題：Polar Trappers）は、ウォルト・ディズニー・プロダクション（現：ウォルト・ディズニー・カンパニー）が制作したアニメーション短編映画作品である。
ドナルドダック・シリーズ第7作。ドナルドとグーフィーの初めてのダブル主演作であり、「ドナルド&グーフィー・シリーズ」に分類されることもある。

## あらすじ
南極で狩猟会社を営むドナルドとグーフィー。グーフィーはセイウチを生け捕りにするためにのんびりと罠を仕掛けていた。一方、料理番のドナルドは料理に勤しむ。ところが食材は部屋を見わたす限り豆ばかり。そんな食事にもはや飽き飽きのドナルドがふと辺りを見ると、窓の外にはペンギンの姿が。ペンギンを捕まえ料理しようと考えたドナルドは、衣装を漁ってペンギンの格好に変装してペンギンに近づき、さらに魚でペンギンを誘い出して斧で叩き切ろうとするも失敗に終わる。
その頃、グーフィーは罠を仕掛けているうちに餌の魚をセイウチに奪われてしまい、追いかけて洞窟に入るとそこには大量の氷柱が。声や物音を出すだけで落ちそうで落ちてしまう氷柱を刺激しないように移動するも、大きなくしゃみをしてしまい大量の氷柱が落ちてきてしまう。
一方、ドナルドはペンギンを追っていたが、その先に大量のペンギンの群れを見つけて大喜び。ハーメルンの笛吹きの如く笛を吹きながらペンギンたちを誘導しようとするも、大した食糧にもならない子ペンギンが何度も前に出ようとしその度に列から追い出してしまう。その仕打ちに子ペンギンはすすり泣き、その落ちた涙が坂道を転がって巨大な雪玉となってしまい、ドナルドは追われる羽目に。その途中で別のセイウチの罠を仕掛けていたグーフィーも巻き込まれ、二人仲良く檻の中に閉じ込められてしまうのであった。

## その他
作中、ドナルドがペンギン達を誘導するシーンでは、レオン・イェッセル作曲「おもちゃの兵隊の観兵式」が使用されている。

## スタッフ
- 監督：ベン・シャープスティーン
- 作画：アート・バビット、アル・ユースター、ヴィン・ホスキンス、エド・ラブ、ウォルフガング・ライザーマン、シェイマス・カルヘイン、ボブ・ウィッカーシャム、スタン・クェッケンブッシュ、コルネット・ウッド
- 音楽：ポール・J・スミス

## 登場キャラクター
| キャラクター   | 原語版               | 旧吹き替え版 | 新吹き替え版 |
| -------------- | -------------------- | ------------ | ------------ |
| ドナルドダック | クラレンス・ナッシュ | 関時男       | 山寺宏一     |
| グーフィー     | ピント・コルヴィッグ | 小山武宏     | 島香裕       |
| ナレーター     | -                    | 江原正士     | -            |

## 日本での公開

### 収録
- 『ドナルドダック・クロニクル Vol.1 限定保存版』（DVD、ブエナ・ビスタ・ホーム・エンターテイメント、新吹き替え版）
- 『アナと雪の女王/家族の思い出』（ブルーレイ＋DVDセット、ウォルト・ディズニー・ジャパン、新吹き替え版）